# Francisca a Braziliei
Francisca a Braziliei (n. 2 august 1824 – d. 27 martie 1898) a fost prințesă a Braziliei. A fost fiica regelui Pedro I al Braziliei (și al IV-lea al Portugaliei) și a primei lui soții, Maria Leopoldina de Austria. S-a căsătorit cu François d'Orléans, fiu al regelui Ludovic-Filip al Franței și a avut trei copii.
Prin singura sa fiică, ea este ascendenta Prințului Henri, Conte de Paris, Duce al Franței, actualul pretendent orléanist la tronul Franței și al regelui Juan Carlos I al Spaniei.

## Biografie

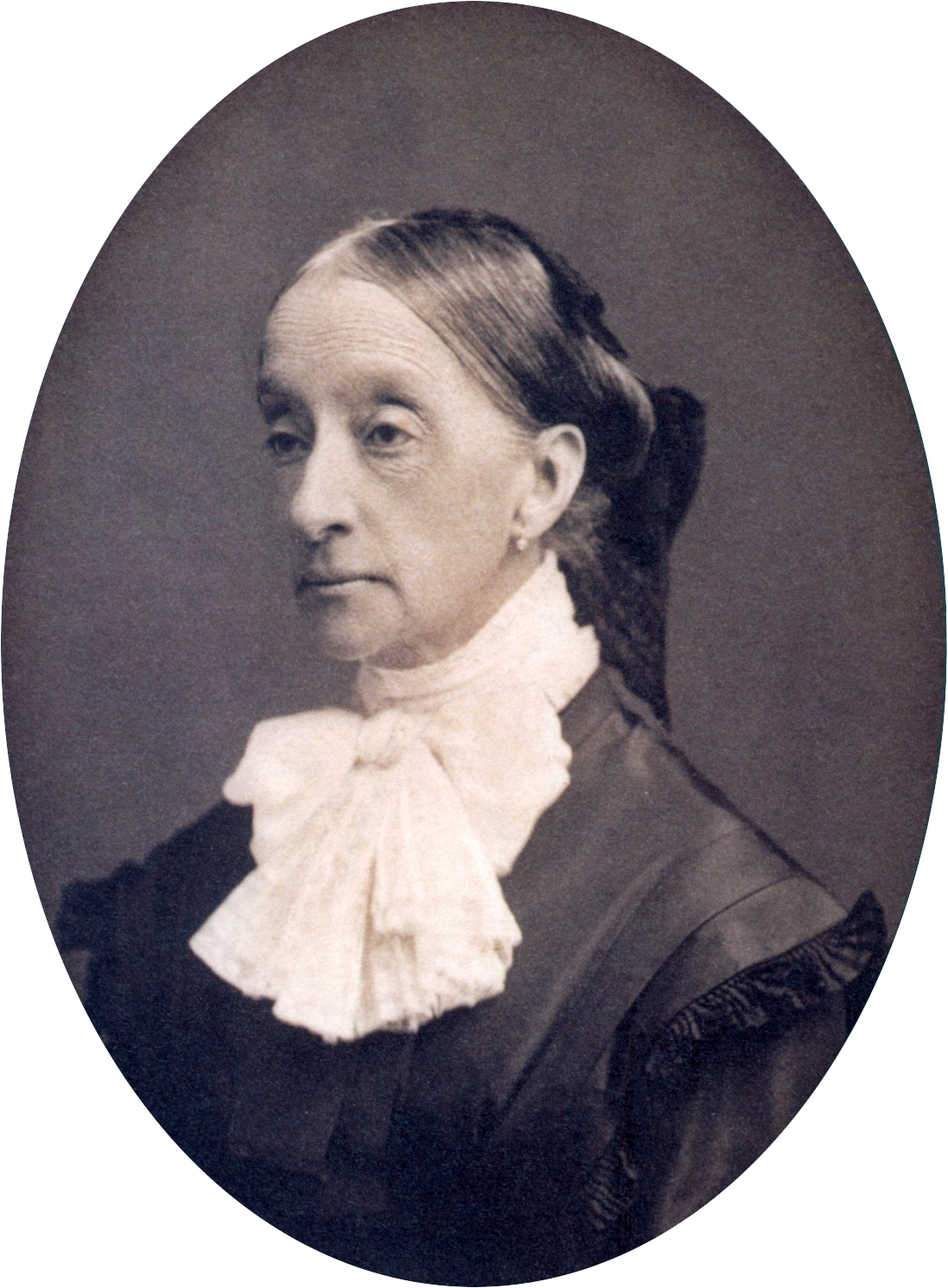
Dona Francisca în jurul vârstei de 56 de ani, c.1880

S-a născut la palatul imperial Saint Christopher din Rio de Janeiro, capitală a Imperiului Braziliei. Numele ei complet a fost Francisca Carolina Joana Carlota Leopoldina Romana Xavier de Paula Micaela Gabriela Rafaela Gonzaga.
Prin tatăl ei, împăratul Pedro I, ea a fost membră a ramurii braziliene a Casei de Braganza (portugheză Bragança) și de la naștere a primit titlul de Dona. Mama ei a fost Arhiducesa Maria Leopoldina de Austria, fiica lui Francis al II-lea, ultimul împărat al Sfântului Imperiu Roman. Prin ea, Francisca a fost nepoata lui Napoleon Bonaparte și verișoara primară a împăraților Napoleon al II-lea al Franței, Franz Joseph al Austriei și Maximilian I al Mexicului.

Fratele ei mai mic a fost viitorul Pedro al II-lea al Braziliei. A fost deci mătușa paternă a Prințesei Imperiale a Braziliei, Isabel. De asemenea, a fost verișoară primară cu Prințesa Maria Carolina a celor Două Sicilii.
La 1 mai 1843, la Rio de Janeiro, Francisca s-a căsătorit cu François d'Orléans, al treilea fiu al regelui Ludovic Filip al Franței și al reginei Maria Amalia de Neapole. Mireasa avea 19 ani iar mirele 25.
Singura lor fiică, Prințesa Françoise d'Orléans s-a căsătorit cu verișorul ei primar, Robert, Duce de Chartres și a devenit mama pretendentului orléanist Prințul Jean, Duce de Guise. Fiul ei Pierre nu s-a căsătorit niciodată însă a avut două fiice nelegitime cu o femeie căsătorită.
Atunci când familia Orléans a fugit din Franța, s-au stabilit în Anglia locuind la Claremont; acolo Francisca a dat naștere unei fiice născute în 1849. Anul următor, regele exilat Ludovic-Filip I a murit. În timpul domniei Casei de Bonaparte, familia Orléans s-a întors în Franța. Francisca a murit la Paris, în vârstă de 73 de ani. Soțul ei i-a supraviețuit doi ani; a murit la Paris, în 1900.
Ea și soțul ei au fondat o filială separată a Casei Orleans.

## Copii
1. Prințesa Françoise de Orléans (14 august 1844 – 28 octombrie 1925) căsătorită cu vărul ei Prințul Robert, Duce de Chartres; a avut copii.
2. Prințul Pierre, Duce de Penthièvre (4 noiembrie 1845 – 17 iulie 1919) nu s-a căsătorit niciodată.
3. Prințesa Marie Léopoldine de Orléans (n./d. 30 octombrie 1849)